# Leonard Jarvis
Leonard Jarvis (* 19. Oktober 1781 in Boston, Massachusetts; † 18. Oktober 1854 in Surry, Maine) war ein US-amerikanischer Politiker. Zwischen 1829 und 1837 vertrat er den Bundesstaat Maine im US-Repräsentantenhaus.

## Werdegang
Leonard Jarvis besuchte die öffentlichen Schulen seiner Heimat und studierte danach bis 1800 an der Harvard University. Die folgenden 16 Jahre verbrachte er in Frankreich. Im Jahr 1816 zog Jarvis nach Surry im damaligen District of Maine des Staates Massachusetts. Nach der Gründung von Maine im Jahr 1820 wurde die Gemeinde Surry Teil dieses neuen Staates. In den Jahren 1819 und 1820 gehörte er der verfassungsgebenden Versammlung von Maine an. Zwischen 1821 und 1829 amtierte er als Sheriff im Hancock County. Danach leitete er zwischen 1829 und 1831 die Zollbehörde im Penobscot District.
Jarvis schloss sich der von Präsident Andrew Jackson gegründeten Demokratischen Partei an. 1828 wurde er als deren Kandidat im sechsten Wahlbezirk von Maine in das US-Repräsentantenhaus in Washington, D.C. gewählt. Dort trat er am 4. März 1829 die Nachfolge von Jeremiah O’Brien an. Nach einer Wiederwahl im Jahr 1830 konnte er seinen Distrikt bis zum 3. März 1833 im Kongress vertreten. In den Jahren 1832 und 1834 wurde er als Nachfolger von James Bates im siebten Bezirk von Maine erneut in den Kongress gewählt. Insgesamt absolvierte er zwischen 1829 und 1837 vier zusammenhängende Legislaturperioden im Repräsentantenhaus. Diese fallen zeitlich mit der Amtszeit von Präsident Jackson zusammen. Dessen Politik war Gegenstand heftiger Diskussionen innerhalb und außerhalb des Kongresses. Dabei ging es um die Durchsetzung des Indian Removal Act, die Nullifikationskrise mit dem Staat South Carolina und die Zerschlagung der Bundesbank. Zwischen 1835 und 1837 war Jarvis Vorsitzender des Ausschusses für maritime Angelegenheiten.
Nach seiner Zeit im Repräsentantenhaus war Jarvis von 1838 bis 1841 als Navy Agent bei der Verwaltung des Bostoner Hafens angestellt. Dann kehrte er nach Surry zurück, wo er im Jahr 1854 verstarb. Leonard Jarvis war zweimal verheiratet.